# Rollspel (terapimetod)
Rollspel används ibland inom psykoterapin som ett sätt att bearbeta problematiska situationer. Till exempel kan två partners i ett förhållande under terapeutens ledning spela upp hur de tycker att den andre beter sig.